# Katholische Liga (1609)

Fahne der Katholischen Liga

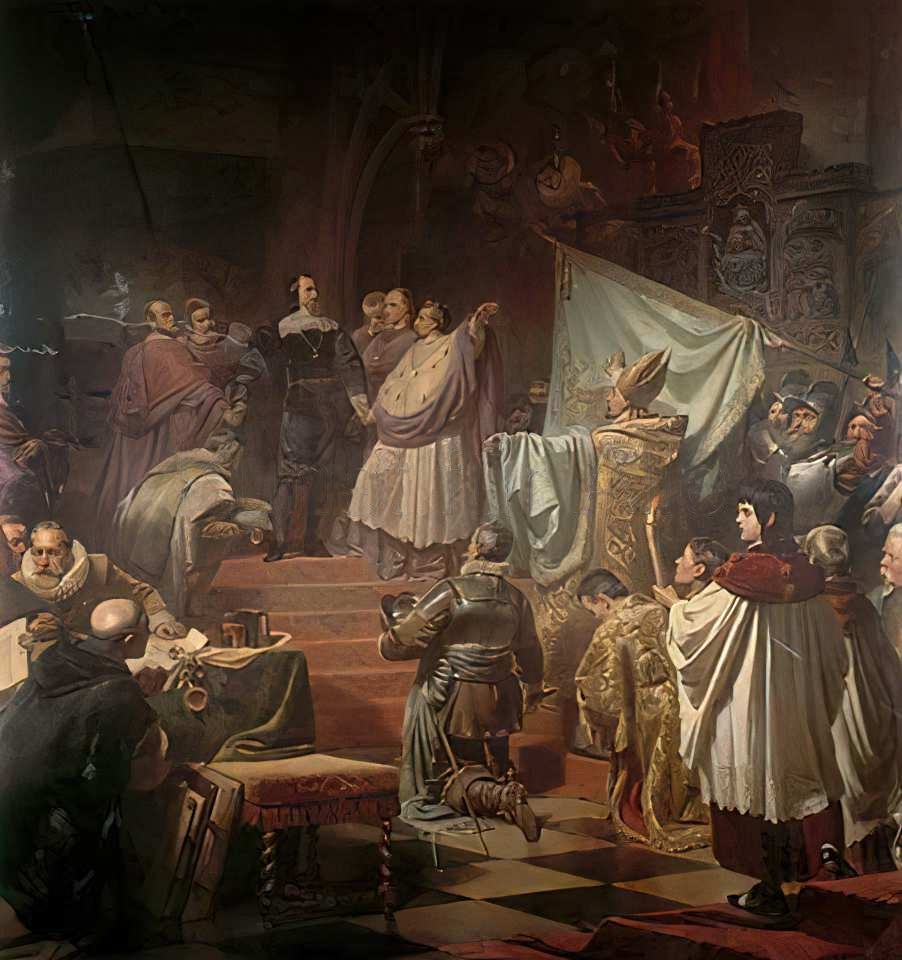
Die Gründung der Katholischen Liga (1609 in München), Historiengemälde von Carl Theodor von Piloty von 1870

Die Katholische Liga wurde 1609 in München als ein Bündnis katholischer Reichsstände einige Jahre  vor Beginn des Dreißigjährigen Krieges gegründet.

## Geschichte

### Gründung
Die von Maximilian I. von Bayern betriebene Gründung der Katholischen Liga war gedacht als Gegenpart zur Protestantischen Union, die 1608 in Auhausen gegründet worden war als Reaktion auf die von Maximilian I. (Bayern) durchgeführte Reichsexekution und Annexion der Stadt Donauwörth. Als Antwort auf dieses Bündnis lutherischer und calvinistischer Reichsstände betrieb Maximilian I. 1608 die Gründung der Katholischen Liga in Anlehnung an den ehemaligen Landsberger Bund (1556) als Defensivbündnis zur Verteidigung des Landfriedens und der katholischen Sache. Das Bündnis war zunächst auf neun Jahre befristet. Die Gründungsversammlung fand vom 3. bis 10. Juli 1609 in München statt und wurde mit der Gründungserklärung geschlossen.
Neben Bayern gehörten der Liga anfangs die katholischen Hochstifte Hochstift Würzburg, Hochstift Konstanz, Hochstift Augsburg, Hochstift Passau und Hochstift Regensburg an, sowie die Reichsklöster Kempten und Ellwangen. In den Folgejahren schlossen sich fast alle katholischen Stände des süddeutschen Raums und auch die geistlichen Kurfürstentümer Köln, Trier und Mainz der Liga an. Einige katholische Fürstentümer, etwa das Erzbistum Salzburg, blieben der Liga allerdings fern. Dies war einer der Gründe für das Vorgehen Maximilians von Bayern gegen den Salzburger Erzbischof Wolf Dietrich von Raitenau.

### Aktivitäten bis 1617
Der Bündnisvertrag sah gegenseitige Hilfe im Falle eines Angriffs vor, aber auch den Ausschluss eines Bundesmitglieds im Falle einer ungerechtfertigten Aggression. Bundesoberst wurde Herzog Maximilian I. von Bayern. Eigenständige Verhandlungen von Mitgliedern der Liga im Bündnisfall waren untersagt. Der Bund stellte eigene Truppen auf, wobei sich die Finanzierungsbeiträge der Mitglieder zum Unterhalt des Heeres an den Reichsmatrikeln orientierte. Im Jahr 1610 wurde die Liga organisatorisch in ein oberländisches Direktorium unter bayerischer und in ein rheinisches Direktorium unter kurmainzischer Leitung untergliedert.
Im Jülich-Klevischen Erbfolgestreit unterstützte die Liga den gegen den Willen seines Vaters zum Katholizismus konvertierten Wolfgang Wilhelm von der Pfalz-Neuburg, seit 1613 durch Heirat von Magdalenes von Bayern der Schwager von Maximilian. Schon bevor Matthias Kaiser wurde, bemühte sich sein Geheimratsdirektor und Günstling-Minister Melchior Khlesl, die Sonderbünde Katholische Liga und Protestantische Union aufzulösen. Sie sollten einem Bund der Kaisertreuen weichen. Letztlich erreichte er mit Hilfe des ersten Ligadirektors Johann Schweikard, Kurfürst von Mainz, die Katholische Liga in einen weniger kämpferisch katholischen Bund umzuwandeln. Die Änderungen der Bundestatuten und die Aufnahme von Deutschmeister Erzherzog Maximilian III., der stellvertretend für seine Brüder und Vettern Tirol und die habsburgischen Vorlande regierte, als Direktor über die Stände im Schwäbischen Reichskreis waren ein direkter Angriff auf Herzog Maximilian I., den zweiten Ligadirektor. Dieser bildete  im Jahr 1614 einen engeren Bund, der nur noch aus Bayern, Würzburg, Bamberg, Eichstätt, Augsburg und Ellwangen bestand. Wegen Uneinigkeiten mit Erzherzog Maximilian von Vorderösterreich trat der bayerische Herzog Maximilian 1616 von seinem Amt als Bundesoberst zurück. Dies bedeutete faktisch das vorläufige Ende der Liga im Sinne ihrer Gründungsziele.

### Neugründung und Aktivitäten bis zum Ende der Liga 1635
Im Jahr 1617 begann eine Neugründung der geschwächten Liga. Auf Initiative von Maximilian I. entstand zunächst der sog. Münchener Bund. Eine Wiedergründung des rheinischen Teils der ehemaligen Liga erfolgte 1619. Zur Vereinigung mit dem Münchener Bund und damit zur Wiederentstehung der ehemaligen Liga kam es, als der am 9. Sep. 1619 zum Kaiser gewählte Ferdinand II. auf der Rückreise von der Kaiserkrönung von Frankfurt nach Wien in München Station machte. Mit Hilfe des bayerischen Herzogs Maximilian und mit Hilfe der Liga wollte der Kaiser die militärisch bedrohliche Lage in Österreich und in Böhmen bewältigen. Er verzichtete auf eine Beteiligung an der Führung der Liga und stellte der Liga erhebliche finanzielle Zuschüsse in Aussicht. Am 8. Oktober 1619 schloss der Kaiser mit der Liga den Münchener Vertrag, in dem sich die Liga verpflichtete, gegen Erstattung der Kosten den Kaiser beim böhmischen Aufstand militärisch zu unterstützen. Auf dem Liga-Tag im Dezember 1619 beschloss die Liga die Aufstellung eines Heeres von 25.000 Mann unter dem Kommando des Feldherrn Tilly. Neben bayerischen Mitteln sowie den Beiträgen der Mitglieder wurde das Heer zusätzlich auch durch päpstliche Subsidien finanziert. Auf Anregung von Frankreich, das spanische Besetzungen von Reichsgebieten verhindern wollte, gelang es der Liga und der protestantischen Union  im Ulmer Vertrag eine gegenseitige Neutralität im eigentlichen Reichsgebiet zu vereinbaren. Das blieb aber ohne Auswirkungen, denn die gewünschte Abwehr spanischer Übergriffe auf Reichsgebiet war eine französische Fehlkalkulation.
Die Truppen der Liga trugen in den ersten Phasen des Dreißigjährigen Krieges wesentlich zu den Siegen der katholisch-kaiserlichen Seite bei. So schlugen sie 1620 das Heer der böhmischen Aufständischen am Weißen Berg vernichtend. Mit Hilfe spanischer Truppen wurde anschließend  die Pfalz erobert. Dann stieß das Liga-Heer nach Norddeutschland vor und schlug 1626 die Truppen des dänischen Königs Christian IV. in der Schlacht bei Lutter am Barenberge. Nachdem der Kaiser ab 1626 begann, eigene Truppen unter dem Kommando von Wallenstein aufzustellen, nahm die Bedeutung der Liga ab. Nach dem Tod Tillys wurde Johann von Aldringen 1631 sein Nachfolger. Nach dem Tod von Aldringen am 22. Juli 1634 bei der Verteidigung von Landshut wurde Otto Heinrich Fugger († 12. Oktober 1644) der Nachfolger. In dieser Phase wurde das Heer der Liga fast allein von Bayern unterhalten.
Als Folge des Prager Friedens wurde die Liga und das Liga-Heer 1635  aufgelöst. Die Truppen wurde als besonderes bayerisches Korps in die neue kaiserliche Reichsarmee integriert.

## Mitglieder der Katholischen Liga
| Gründungsmitglieder (1609) | Spätere Beitritte |
| --- | --- |
| Herzogtum Bayern Hochstift Würzburg Hochstift Konstanz Hochstift Augsburg Hochstift Passau Hochstift Regensburg Fürstpropstei Ellwangen Fürststift Kempten | Kurfürstentum Köln Kurfürstentum Mainz Kurfürstentum Trier Hochstift Bamberg Hochstift Eichstätt Hochstift Speyer Hochstift Straßburg Hochstift Worms weitere Reichsprälaten |

## Persönlichkeiten der Katholischen Liga

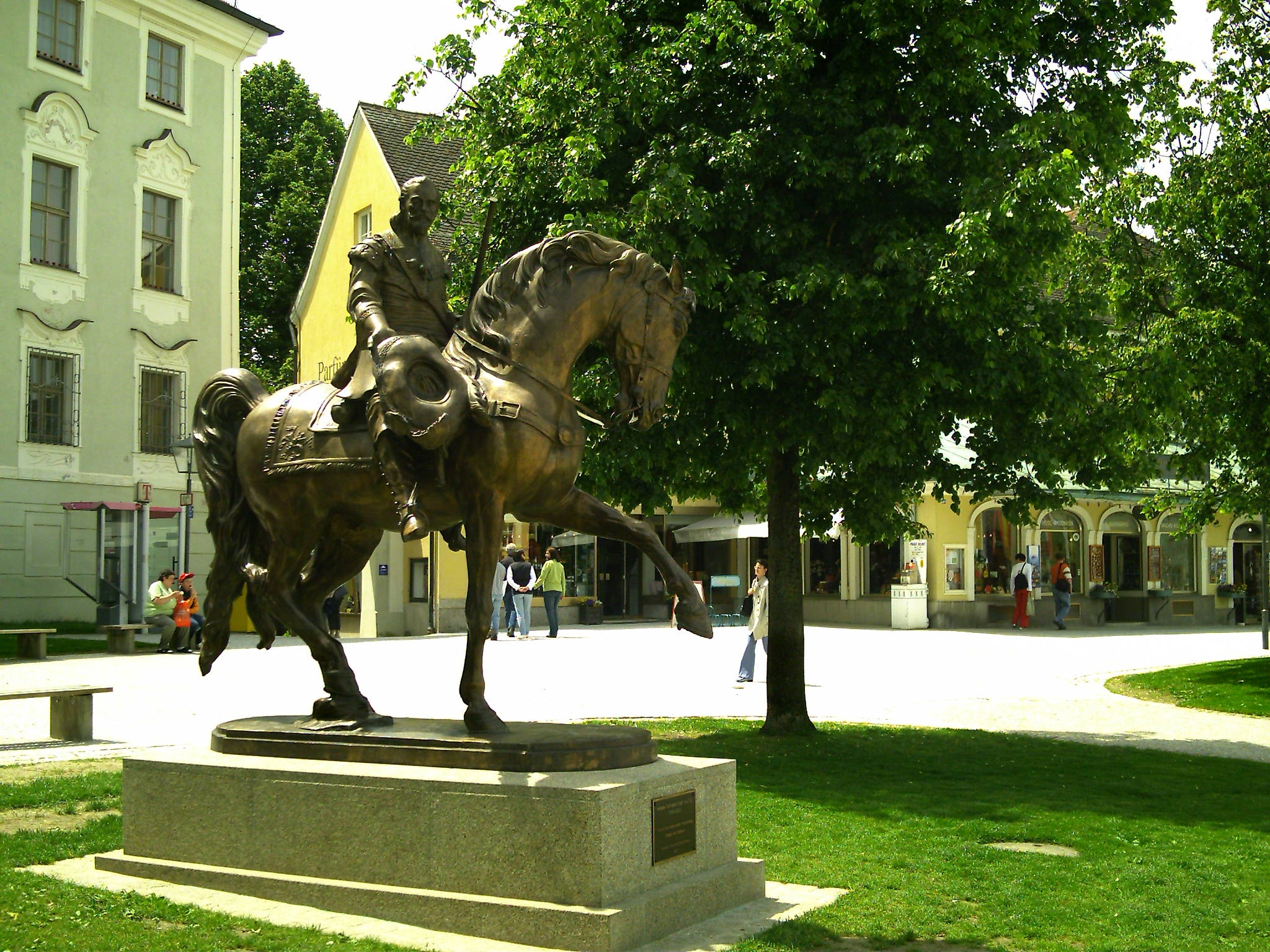
Tilly-Denkmal in Altötting/Bayern

- Johann Graf von Aldringen (1588–1634), Feldherr
- Tommaso Caracciolo (1572–1631), Feldmarschall
- Ernst Egon VIII. von Fürstenberg-Heiligenberg (1588–1635), bayerischer Generalfeldzeugmeister
- Gottfried Heinrich Graf zu Pappenheim (1594–1632), Befehlshaber
- Johann t’Serclaes von Tilly (1559–1632), Feldherr
- Wolfgang von Hausen (1553–1613), Bischof von Regensburg
- Alexander II. von Velen (1599–1675), Kaiserlicher Feldmarschall der katholischen Liga
- Gottfried Huyn von Geleen (1598–1657), Feldherr
- Johann von Werth (1591–1652), deutscher Reitergeneral
- Johann von Sporck (1600–1679), bayerischer und später kaiserlicher General der Kavallerie